# Гнатовка (Прилукский район)
Гнатовка (укр. Гнатівка) — село в Прилукском районе Черниговской области Украины на реке Лысогор. Население 333 человека. Занимает площадь 0,8 км².
Код КОАТУУ: 7425155401. Почтовый индекс: 17331. Телефонный код: +380 4639.

## Власть
Орган местного самоуправления — Сребнянская поселковая община. Почтовый адрес: 17300, Черниговская обл., Прилукский р-н, пгт Сребное, ул. Мира, 43а.

## История
Деревня входила во 2-ю Варвинскую сотню Прилуцкого полка, а с 1781 года в Глинский уезд Черниговского наместничества.
Есть на карте 1800 года.
В 1862 году во владельческой и казённой деревне Гнатовка было 68 дворов где жило 590 человек (291 мужского и 299 женского пола).
В 1911 году в деревне Игнатовка была земская школа и жило 920 человек (450 мужского и 470 женского пола).